# Edith Luckett Davis
Edith Prescott Luckett Davis (16 de julho de 1888 - 26 de outubro de 1987) era uma atriz de filmes e da Broadway das décadas de 1910 e 1920. Ela era a mãe de Nancy Reagan, primeira-dama dos Estados Unidos (de 1981 a 1989), e sogra do presidente dos Estados Unidos Ronald Reagan.